# Cabañas (Zacapa)
Cabañas – miasto na południowym wschodzie Gwatemali, w departamencie. Według danych statystycznych z 2012 roku liczba mieszkańców wynosiła 5384 osób. Miasto leży około 32 km na zachód od stolicy departamentu miasta Zacapa i około 60 km od granicy Hondurasem. Cabañas leży na wysokości 263 m n.p.m., nad rzeką Motagua.  

## Gmina Cabañas
Miejscowość jest także siedzibą władz gminy o tej samej nazwie, która jest jedną z dziesięciu gmin w departamencie. W 2012 roku gmina liczyła 11 234 mieszkańców. Gmina jak na warunki Gwatemali jest średniej wielkości, a jej powierzchnia obejmuje 136 km².
Mieszkańcy, według danych z 2006 roku, utrzymują się głównie z rolnictwa (57%), hodowli zwierząt (35%), rzemiosła artystycznego (7%) i usług. W rolnictwie dominuje uprawa tytoniu, kukurydzy, papai, fasoli i limonek.
Klimat gminy jest równikowy. Według klasyfikacji Köppena należy do klimatów tropikalnych monsunowych (Am), z wyraźną porą deszczową występującą od maja do października, z codziennymi opadami przez około 90 dni. Średnioroczna suma opadów wynosi ponad 2000 mm. Temperatura powietrza zawiera się w przedziale pomiędzy 18 a 38ºC, natomiast średnia temperatura wynosi 28,2ºC.   Większość terenu pokryta jest dżunglą.